# Jane Bennett
Jane Ann Cooper Bennett (Manly, 1960) is een Australisch kunstschilder. Ze staat bekend voor het schilderen van Sydney's industrieel erfgoed.

## Biografie
Bennett werd in 1960 in Australië geboren. Haar ouders scheiden voor haar geboorte. Ze werd door haar moeder en grootouders in Seaforth, een wijk in het noorden van Sydney, opgevoed.
Van 1973 tot 1976 liep Bennett school aan de 'Mackellar Girls High School' in Manly Vale. Daarna studeerde ze twee jaar geschiedenis aan de 'Ku-ring-gai High School' in North Turramurra. In 1979 schreef Bennett zich in aan het 'Alexander Mackie College of Advanced Education'. Ze behaalde er in 1983 een graduaat in de schone kunsten ('graduate diploma of fine arts').
Bennett gaf les aan verscheidene gemeenschapsscholen, colleges, aan de Macquarie University en aan 'Seaforth TAFE'. De combinatie lesgeven en schilderen werd haar te zwaar en vanaf 1992 concentreerde Bennett zich op haar schilderkunst.
In 1986, 1997 en 2008 werd Bennett voor de 'Sulmanprijs' genomineerd. Ze was vijf maal finaliste voor de 'Dobell Prize'. Bennett werd zes maal voor de 'Wynneprijs' genomineerd en won voor haar aquarellen in 1990, 1995 en 1996 de 'Pring Prize' en in 1995 de 'Trustees Prize'.

## Werk
Bennett schildert en plein air. Ze noemt zichzelf een  schilder van industrieel erfgoed ('Industrial Heritage Artist'). Bennett heeft een passie voor het vastleggen van het stadsvernieuwingproces. Ze staat bekend voor haar schilderijen van de verlaten industrie- en havengebieden in en rond Sydney.
De Balmain, Pyrmont en White Bay-energiecentrales, de CSR-raffinaderij, de AGL-gascentrale, de brouwerij van Carlton United, de Eveleigh-spoorwegatelier alsook de scheepswerven van Cockatoo Island, White Bay, Glebe Island, Pyrmont, Barangaroo, Walsh Bay en Woolloomooloo zijn door haar geschilderd.
Haar werk werd in verscheidene collecties, waaronder die van onderstaande instellingen, opgenomen:
- State Library of New South Wales
- Artbank
- National Trust of Australia
- Universiteit van New South Wales
- Universiteit van Sydney
- Department of Defence (Australia)

## Galerij

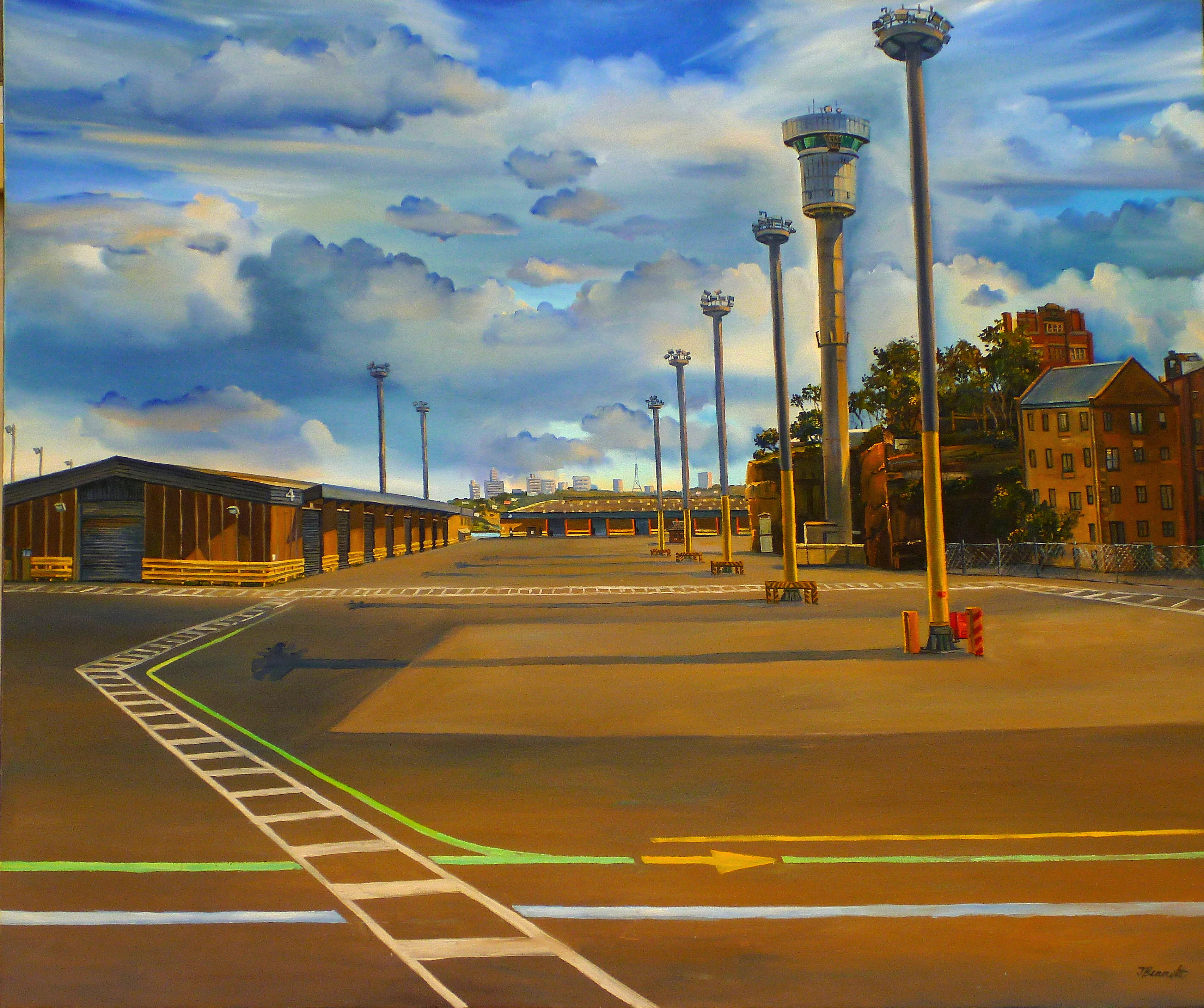
The empty wharf from shed 5 (2008)
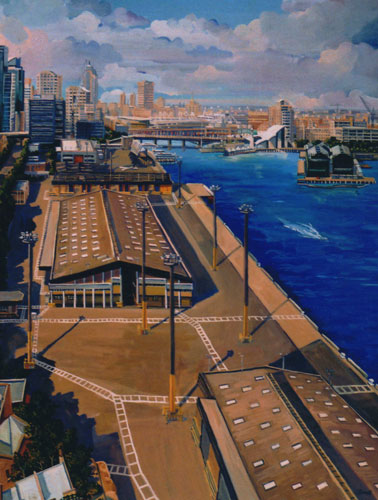
'The Hungry Mile from the Harbour Control Tower 2' (2008)
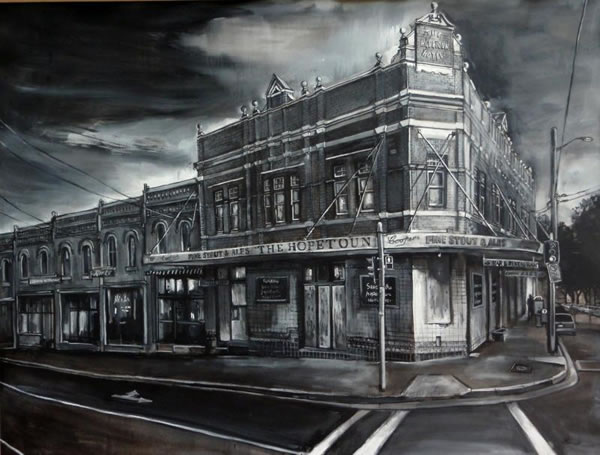
Last Hope - Hopetoun Hotel (2009)
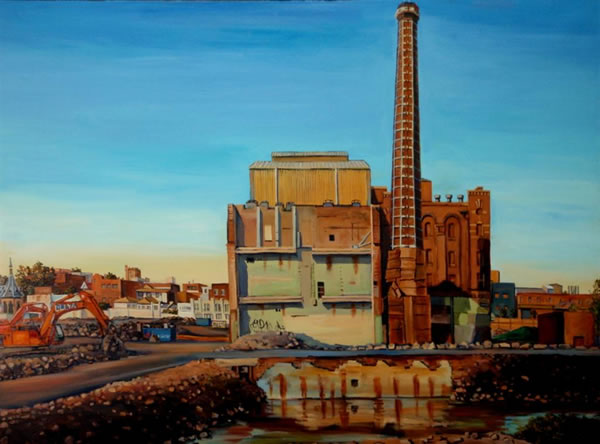
Pub with no beer II - Carlton United Brewery (2009)
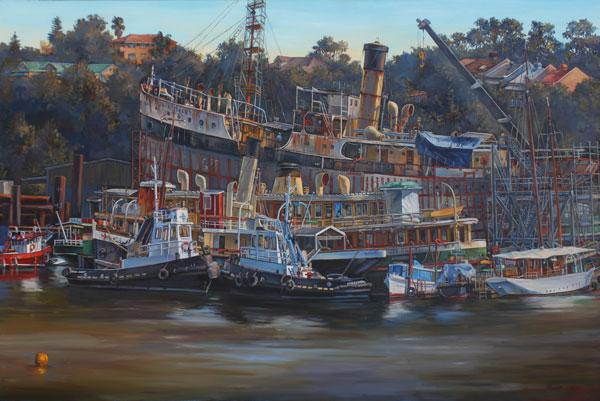
Hail Hail the Gang’s All Here - Sydney Heritage Fleet at Rozelle (2013)
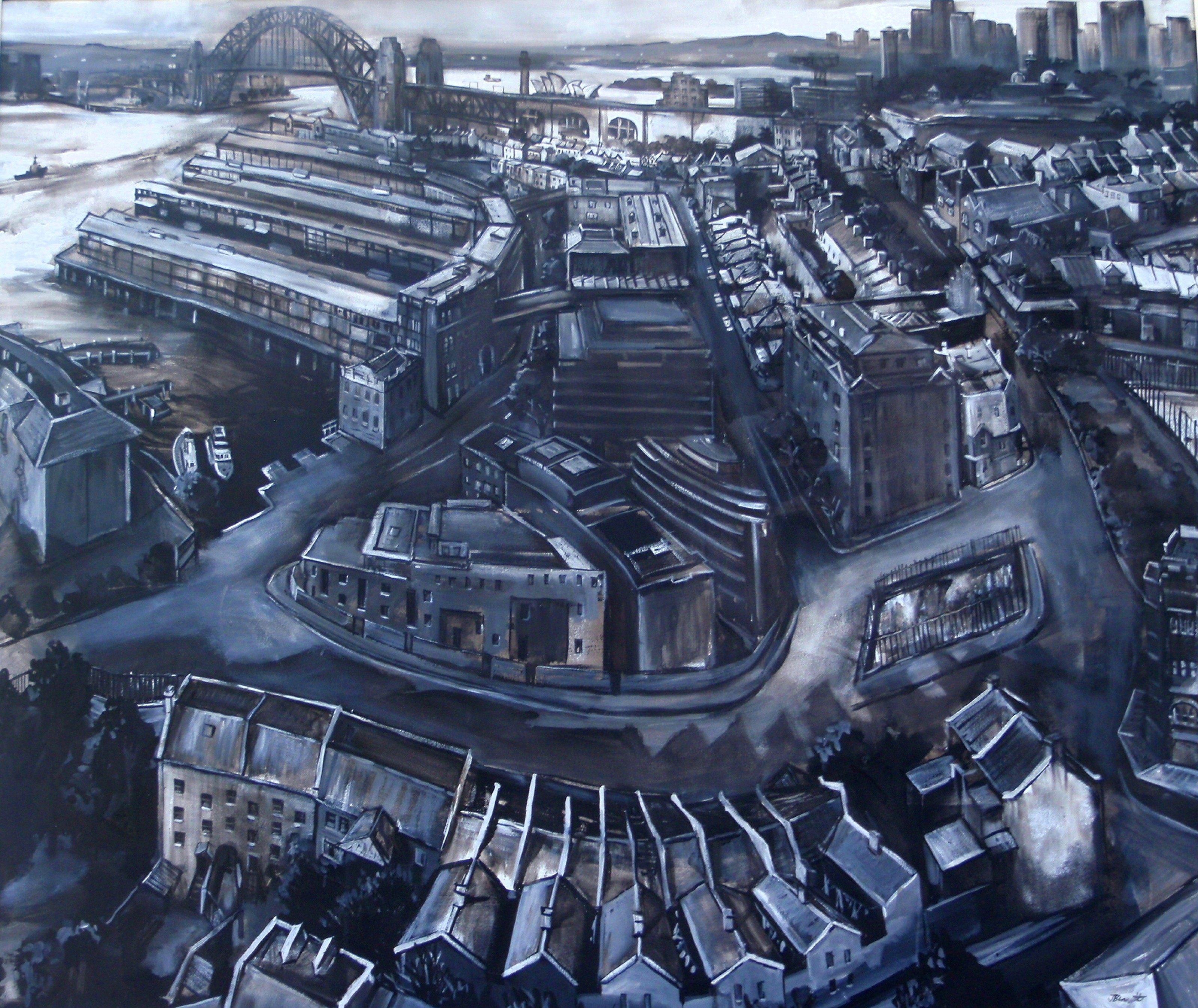
'Millers Point from top of Harbour Tower'
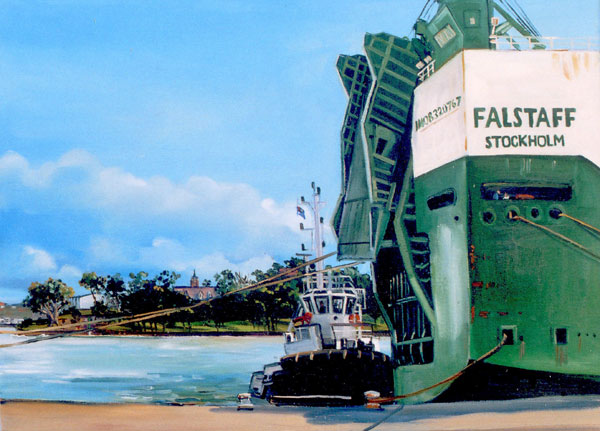
The Falstaff with the tug Woona